# Stundars

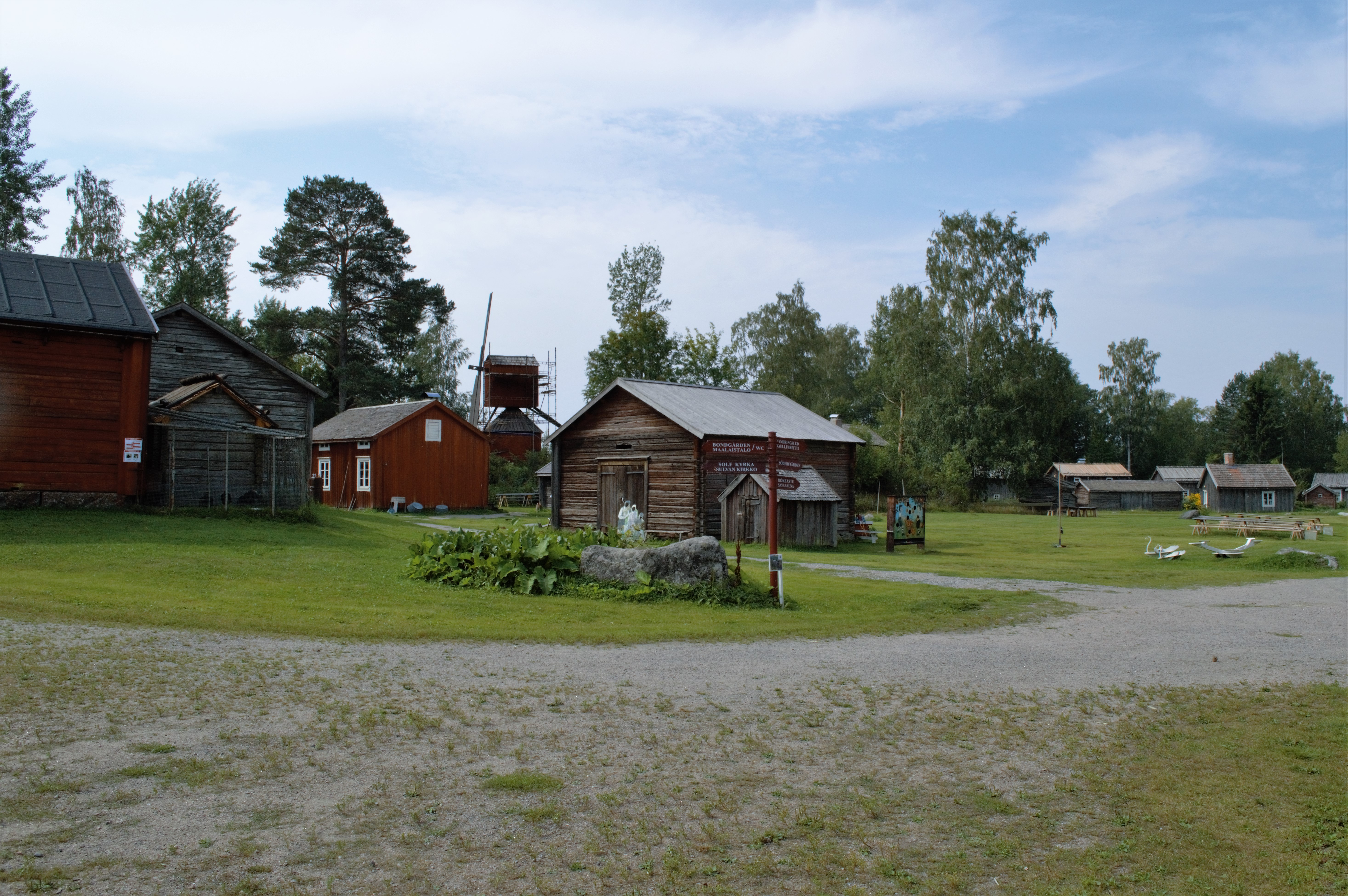
Friluftsmuseet Stundars.

Stundars är ett friluftsmuseum i Solf i Korsholms kommun i Österbotten.
Stundars, som drivs av föreningen Stundars r.f. med stöd av Korsholms kommun, började anläggas på 1930-talet av läraren Gunnar Rosenholm som 1938 bildade en museiförening i Solf. Efter en omfattande utbyggnad, främst under 1970-talet, består Stundars av drygt 60 byggnader. Museet visar huvudsakligen hantverkarmiljöer och backstugor med lokal anknytning, men där finns även en större bondgård från mitten av 1800-talet, en byskola och en lanthandel. Även författaren Jarl Hemmers barndomshem har flyttats dit från Vasa 1981. Museets målsättning är att ge en bild av förhållandena kring sekelskiftet 1900. 
På Stundars anordnas även olika former av evenemang, till exempel hantverkardagar, marknader, barnaktiviteter, kalas och friluftskonserter. I Hemmersgården arrangeras konserter och konstutställningar. På Stundars finns även konstateljéer, tryckerimuseum, butik, café och beställningsrestaurang.